# Fluvicolinae
Sous-famille
Les fluvicolinés ou Fluvicolinae sont une sous-famille de tyrannidés.

## Liste des genres
Selon ITIS:
- Agriornis Gould, 1839
- Alectrurus Vieillot, 1816
- Aphanotriccus Ridgway, 1905
- Arundinicola Orbigny, 1840
- Cnemarchus Ridgway, 1905
- Cnemotriccus Hellmayr, 1927
- Colonia J. E. Gray, 1828
- Colorhamphus Sundevall, 1872
- Contopus Cabanis, 1855
- Empidonax Cabanis, 1855
- Fluvicola Swainson, 1827
- Gubernetes Such, 1825
- Heteroxolmis W. Lanyon, 1986
- Hirundinea Orbigny et Lafresnaye, 1837
- Hymenops Lesson, 1828
- Knipolegus Boie, 1826
- Lathrotriccus W. Lanyon et S. Lanyon, 1986
- Lessonia Swainson, 1832
- Machetornis G. R. Gray, 1841
- Mitrephanes Coues, 1882
- Muscigralla Orbigny et Lafresnaye, 1837
- Muscipipra Lesson, 1831
- Muscisaxicola Orbigny et Lafresnaye, 1837
- Myiobius Darwin, 1839
- Myiophobus Reichenbach, 1850
- Myiotheretes Reichenbach, 1850
- Myiotriccus Ridgway, 1905
- Neopipo P. L. Sclater et Salvin, 1869
- Neoxolmis Hellmayr, 1927
- Ochthoeca Cabanis, 1847
- Ochthornis P. L. Sclater, 1888
- Onychorhynchus Fischer von Waldheim, 1810
- Polioxolmis W. Lanyon, 1986
- Pyrocephalus Gould, 1839
- Pyrrhomyias Cabanis et Heine, 1859
- Satrapa Strickland, 1844
- Sayornis Bonaparte, 1854
- Silvicultrix Lanyon, 1986
- Terenotriccus Ridgway, 1905
- Tumbezia Chapman, 1925
- Xenotriccus Dwight et Griscom, 1927
- Xolmis Boie, 1826